# W-CDMA
W-CDMA (Wideband Code Division Multiple Access:広帯域符号分割多重接続) とは第3世代携帯電話 (3G) の無線アクセス方式の一つである。IMT-2000規格ではIMT-DS (Direct Spread)、3GPP規格ではUTRA-FDD (UMTS Terrestrial Radio Access-FDD) に規定されている。日本では「W-CDMA」で第3世代の移動体通信方式（システム）を指すことがあるが、この場合、他の国ではUMTS (Universal Mobile Telecommunications System) や3Gと呼ばれる。

## 概要
NTTドコモとノキアやエリクソンなどの欧州の携帯電話機器メーカーによる共同開発であり、日本・スペイン・シンガポール・韓国・北朝鮮・台湾・中国（香港含む）・イギリス・フランス・イタリア・ポルトガル・オーストラリア・ニュージーランド・アメリカ合衆国などで採用される。

## 技術
広い周波数帯域 (1.25MHz、5MHz) を使用したFDD-CDMAの無線インターフェースを採用する。
基地局間の同期・搬送波間のガードバンドが不要である。Orthogonal variable spreading factor codesをチャネル分離に使用し、拡散符号はGold 系列を使用する。電力制御は上下とも1500回/秒である。チップレートは1.25MHz帯域では1.024Mcps、5MHz帯域では 3.84Mcpsである。GSM-Adaptive multi rateを音声符号化方式として使用する。拡張仕様として高音質なGSM-AMR-WBも音声符号化方式として使用できる。

## 周波数帯
使用される周波数帯には主に次の4つがある。
- 2100MHz帯 - 日本をはじめとするアジアや欧州など各国
- 1900MHz帯 - 米国、カナダなど
- 900MHz帯 - 日本、英国、豪州、タイ王国など
- 850MHz帯 - 米国、オーストラリアなど

3GPPの仕様書 (TS 25.101) にて規定されているW-CDMA (FDD) の周波数は以下の通り。
| バンド    |                  | 上り (MHz)      | 下り (MHz)      | 間隔 (MHz) | 帯域幅 (MHz) | 通称             | 地域・オペレータ |
| --------- | ---------------- | --------------- | --------------- | ---------- | ------------ | ---------------- | --- |
| I (1)     | 2100             | 1920 - 1980     | 2110 - 2170     | 190        | 60×2         | IMT 2100         | NTTドコモ（FOMAサービスエリア） ソフトバンクモバイル （SoftBank 3G） |
| II (2)    | 1900             | 1850 - 1910     | 1930 - 1990     | 80         | 60×2         | PCS 1800         | PCS AT&Tモビリティ T-Mobile Rogers |
| III (3)   | 1800             | 1710 - 1785     | 1805 - 1880     | 95         | 75×2         | DCS 1800         | |
| IV (4)    | 1700/2100 (1721) | 1710 - 1755     | 2110 - 2155     | 400        | 45×2         | US 1700          | AWS T-Mobile |
| V (5)     | 850              | 824 - 849       | 869 - 894       | 45         | 25×2         | US 850           | AT&Tモビリティ Telstra Rogers Claro,Telemig Celular ほか |
| VI (6)    | 800              | 830 - 840       | 875 - 885       | 45         | 10×2         | Japan 800        | NTTドコモ（800MHz帯再編終了前のFOMAプラスエリア） ※現在も運用されており、XIX (19)に置換されたわけではない。（詳細はFOMAプラスエリアを参照）                                                  |
| VII (7)   | 2600             | 2500 - 2570     | 2620 - 2690     | 120        | 70×2         | Europe 2600      | |
| VIII (8)  | 900              | 880 - 915       | 925 - 960       | 45         | 35×2         | Europe Japan 900 | Elisa AIS Optus,Vodafone ソフトバンクモバイル（プラチナバンド） |
| IX (9)    | 1700             | 1749.9 - 1784.9 | 1844.9 - 1879.9 | 95         | 35×2         | Japan 1700       | イー・モバイル NTTドコモ（FOMA 関東・東海・近畿地域） |
| X (10)    | 1700/2100 (1721) | 1710 - 1770     | 2110 - 2170     | 400        | 60×2         |                  | |
| XI (11)   | 1500             | 1427.9 - 1447.9 | 1475.9 - 1495.9 | 48         | 20×2         |                  | ソフトバンクモバイル |
| XII (12)  | 700              | 699 - 716       | 729 - 746       | 30         | 17×2         |                  | Lower 700MHz Band A,B,C Block |
| XIII (13) | 700              | 777 - 787       | 746 - 756       | -31        | 10×2         |                  | Upper 700MHz Band C Block |
| XIV (14)  | 700              | 788 - 798       | 758 - 768       | -30        | 10×2         |                  | Upper 700MHz Band D Block |
| XIX (19)  | 800              | 830 - 845       | 875 - 890       | 45         | 15×2         |                  | NTTドコモ（800MHz帯再編終了後のFOMAプラスエリア） ※バンドVI (6)部分がW-CDMAとして有効(バンドVI (6)として運用)で、バンドXIX (19)追加分はLTEに転用されている。（詳細はFOMAプラスエリアを参照） |
| XX (20)   | 800              | 832 - 862       | 791 - 821       | -41        | 30×2         |                  | CEPT800 EU諸国 |
| XXI (21)  | 1500             | 1447.9 - 1462.9 | 1495.9 - 1510.9 | 48         | 15×2         |                  | |
| XXII (22) |                  | 3410 - 3490     | 3510 - 3590     | 100        | 80×2         |                  | |
| XXV (25)  | 1900             | 1850 - 1915     | 1930 - 1995     | 80         | 65×2         |                  | PCS with blockG |
| XXVI (26) | E850             | 814 - 849       | 859 - 894       | 45         | 35×2         |                  | |

例えば、FOMAの1.7GHz帯対応機（902iS以降）はバンドI (2100)、バンドVI (800)、バンドIX (1700) のトライバンド機であり、同じくFOMAの米国やグアムでの3Gローミング対応機（850MHz対応機）はバンドI (2100)、バンドV (850)、バンドVI (800)、バンドIX (1700) のクワッドバンド機である。なおBlackBerry BoldはバンドI (2100)、バンドII (1900)、バンドV (850)、バンドVI (800) のクワッドバンドとなる。
バンドIX (1700) はバンドIII (1800) に、バンドXIX (800) およびバンドVI (800) 、バンドV (850)はバンドXXVI (E800) に帯域としては内包されるが別バンドとして扱われており呼称も異なる。後者のグループは、正確にはバンドVI ⊂ バンドXIX ⊂ バンドV ⊂ バンドXXVIという関係になる。
バンドIV・Xは北米のAWSに相当する（後者は、拡張AWSバンド）。端末のバンド表記で「1700」とされることがあり、日本で言う1.7GHz帯とは異なるため注意が必要（区別のため、「1721」または「1700/2100」と表記されることもある）。
バンドXIXは2012年に行われた800MHz帯再編終了後のFOMAプラスエリアを見通したバンドであり、バンドXXIはドコモが3.9G用として割り当てられた1.5GHz帯をUMTSでも利用出来るように策定されている（ただし後者については仮にUMTS方式とのオーバレイになったとしても全国で15MHz幅すべて利用可能となるのは2014年4月以降で、それまでは東名阪では7.5MHz幅分、LTEやW-CDMAの運用が可能な周波数まで考慮すると5MHzしか使用出来ない）。バンドXIの前半10MHz幅は後述のようにソフトバンクモバイルに割り当てられているが、後半の10MHz幅はKDDI/沖縄セルラー電話に3.9G用として割り当てられている。
なお、LTE以降の通信規格のバンド番号と帯域も、W-CDMAと一致するよう設定された。このためW-CDMAのバンドIとLTEのBand 1は、設定帯域がまったく同一となっている。

## 日本の状況
| オペレータ   | バンド | バンド | バンド  | バンド | バンド | バンド | バンド  | バンド   | バンド | バンド | バンド  | バンド   | バンド    | バンド   | バンド   | バンド  | バンド   | バンド    | バンド   | バンド    |
| オペレータ   | 1 (I)  | 2 (II) | 3 (III) | 4 (IV) | 5 (V)  | 6 (VI) | 7 (VII) | 8 (VIII) | 9 (IX) | 10 (X) | 11 (XI) | 12 (XII) | 13 (XIII) | 14 (XIV) | 19 (XIX) | 20 (XX) | 21 (XXI) | 22 (XXII) | 25 (XXV) | 26 (XXVI) |
| ------------ | ------ | ------ | ------- | ------ | ------ | ------ | ------- | -------- | ------ | ------ | ------- | -------- | --------- | -------- | -------- | ------- | -------- | --------- | -------- | --------- |
| NTTドコモ    | ○      |        |         |        |        | ○      |         |          | 停     |        |         |          |           |          | ○        |         |          |           |          |           |
| ソフトバンク | 停     |        |         |        |        |        |         | 停       | 停     |        | 停      |          |           |          |          |         |          |           |          |           |

NTTドコモの「FOMA」、ソフトバンクモバイルの「SoftBank 3G」、イー・モバイルで採用されている。またソフトバンクグループのBBモバイル（ソフトバンクモバイルの直接の親会社でもあった）はイー・モバイルと共に2005年11月に1.7GHz帯の免許を付与されたがボーダフォンを買収したことで認定の条件である新規参入事業者でなくなり2006年4月にBBモバイルは免許の返上を申し出、2006年7月に総務省は認定を取り消した。なお、KDDIのauでは使われていない。
2009年6月10日、ソフトバンクモバイルに1.5GHz帯としてバンド11に属する「1475.9MHz - 1485.9MHz」幅が割り当てられた。同帯域は、UMTSの高速通信方式であるHSPA+およびDC-HSDPAにて利用されており、同社の2009年冬モデルのハイスペック機の一部より1.5GHz帯の音声通信（音声端末でのパケット通信は、2011年10月時点でHSUPAまで）に対応した端末が発売されている。2011年からは、この帯域を利用したDC-HSDPAサービスである、ULTRA SPEEDが開始されている（2011年10月時点では、データ端末のみで扱っている）。
2012年2月29日に900MHz帯がソフトバンクモバイルへ割り当てられる事が決定し、翌2012年3月1日に総務省によりソフトバンクモバイルのサービスが認可された。総務省の認可後に行ったソフトバンクモバイルの会見によると、当初利用可能な5MHz幅×2をHSPA+向けに利用する事とし、900MHz帯によるサービスをプラチナ電波という商標で展開する事が発表された（後にプラチナバンドへ名称を変更）。2012年7月25日にサービスが開始された。
2013年7月26日にNTTドコモは東名阪バンドである1800MHz帯を用いて、一部エリアでの国内最速150MbpsのLTEサービスを行うことを発表した。これはバンドIXをLTE バンド3として運用し行われる。提供エリアは順次拡大していくとしており、バンドIXでのFOMAサービスは停波となった。また、都市部のトラヒックの高い地域に限り、800MHz帯のFOMAも停波して転用の上対応している。
ソフトバンクは、2017年3月31日に1.5GHz帯を停波、2018年1月末日に旧イー・アクセスの1.7GHz帯（LTEでは1800MHz帯）をそれぞれ停波され、LTEに転用された。また、残る帯域も2024年4月15日（石川県のみ同年7月31日）に停波されている。